# 1821

## أحداث
- تأسيس مدينة سان برناردو وتقع حاليا في تشيلي.
- حصار الأكروبوليس في الفترة ما بين 7 مايو و1 أغسطس.
- بداية الحرب العثمانية القاجارية في 1821 والتي انتهت في 1823.

### أغسطس
- 10 أغسطس -ولاية ميزوري تصبح الولاية 24 من الولايات المتحدة الأمريكية.

### سبتمبر
- 15 سبتمبر - استقلال غواتيمالا من اسبانيا.
- تولى الأمام تركي بن عبد الله الحكم بعد سقوط الدولة السعودية الأولى.

## مواليد
- جوزيف ايمرسون براون
- جوزيف دروست
- ريتشارد فرانسيس بيرتون
- شارل بودلير
- فيودور دوستويفسكي
- لولا مونتيز
- لينوس ييل
- محمد قدري باشا
- هرمان فون هلمهولتز
- محمود حمزة

## وفيات
- توماس سكوت
- جون كيتس

### مارس
- 8 مارس - إبراهيم بن اليزيد، أمير علوي مغربي.

### مايو
- 5 مايو - نابليون بونابرت، إمبراطور فرنسا (ولد 1769).